# Barjac, Ariège

Barjac este o comună în departamentul Ariège din sudul Franței. În 1 ianuarie 2022 avea o populație de 43 de locuitori.